# Уолкли, Рубен Барри
Рубен Барри Уолкли (англ. Reuben Barrie Walkley) — американский дипломат. Занимал должности посла США в Гвинее (2001—2004), посла США в Габоне (2004—2007), был первым представителем США в Южном Судане.

## Биография
Окончил со степенью бакалавра Калифорнийский университет в Санта-Барбаре, также получил степени магистра в Калифорнийском университете Лос-Анджелеса и университете Южной Калифорнии. До прихода на дипломатическую службу Уолкли был волонтёром Корпуса мира в Сомали с 1967 по 1969 год.

### Карьера
Уолкли поступил на дипломатическую службу в 1982 году. Работал в дипломатических миссиях США в Яунде (Камерун), Лахоре и Исламабаде (Пакистан), Претории (ЮАР), Порт-Луи (Маврикий) и Лондоне (Великобритания). В 1993 году во время операции «Возрождение надежды» он был направлен в Сомали с Организацией Объединённых Наций, где занимал должность официального представителя ООН в Могадишо.
1998—2001 годы — заместитель главы дипмиссии США в Киншасе, ДР Конго.
2001—2004 годы — посол США в Гвинее.
2004—2007 годы — посол США в Габоне и Сан-Томе и Принсипи по совместительству.
2009—2010 годы — временный поверенный в делах США на Маврикии и Сейшельских островах по совместительству.
В 2010 году Уолкли был назначен на должность генерального консула США в Джубе (Южный Судан). На данном посту принимал непосредственное участие в подготовке к референдуму и последующей независимости Южного Судана, став по итогу временным поверенным в делах США. Руководил открытием посольства США в Джубе 9 июля 2011 года.
В декабре 2011 года был назначен госсекретарём США Хиллари Клинтон на должность специального посланника США по Великим африканским озёрам и ДР Конго, координируя политику США по региональным вопросам. На данной должности проработал до 18 июля 2013 года, после чего его сменил бывший сенатор США Расс Файнголд.